# Панишко Юрій Митрофанович
Пани́шко Ю́рій Митрофа́нович (15 червня 1940 р. м. Славута) — доцент кафедри Львівського державного інституту фізичної культури, кандидат медичних наук. Почесний донор України.

## Біографічні відомості
Народився і виріс у м.Славута. У1945 з мамою Валентиною Адамівною переїхав у м. Львів. Тут упроводж 1947-1957 навчався у середній школі №12. Після закінчення школи вступив на лікувальний факультет Львівського державного медичного інституту, який закінчив у 1963 і почав працювати лікарем-хірургом у Ганнопільській дільничній лікарні Славутського району. Після проходження спеціалізації з хірургії на базі Хмельницької обласної лікарні був переведений на посаду ординатора хірургічного відділення Хмельницької обласної лікарн Хмельницької області. У лютому 1965 був скерований на курси первинної спеціалізації з анестезіології при кафедрІ торакальної хірургії та анестезіології ЛДМІ. Після закінчення курсів в серпні 1965 був запрошений в аспірантуру цієї кафедри. Закінчивши аспірантуру у серпні 1968 був переведений на посаду анестезіолога кардіо-хірургічного відділення Львівської обласної клінічної лікарні. В травні 1969 захистив кандидатську дисертацію, що стосувалась показників оксидаційно-відновних процесів і зовнішнього дихання при мітральній комісуротомії для розробки методу визначенняя операційного ризику у хворих із мітральним стенозом. 
З 1968 року Юрій Панишко працює на кафедрі грудної хірургії Львівського медичного інституту, а з 1970 року — на кафедрі анатомії і фізіології Львівського інституту фізкультури. Автор понад 200 наукових робіт, у тому числі 20 книжок та українсько-російсько-англійського словника медичних термінів. Брав участь у науковому забезпеченні збірних спортивних команд України до Олімпійських ігор.
Ще у студентські роки почав безоплатно здавати кров для важкохворих. Продовжує робити це і тепер. Лідер Народного Руху України.
Юрій Панишко добре відомий у м. Славута та Славутському районі як ініціатор доброчинних заходів. Організував надання допомоги медикаментами та інструментарієм лікарням району. Допомагав у комплектуванні бібліотек, сприяв виступам мистецьких колективів.

## Наукова діяльність
Автор понад 200 наукових робіт, в тому числі 20 книг та брошур. Серед них:
- Підготовка юних волейболистів / Алла Панасівна Демчишин, Роман Степанович Мозола, Юрій Митрофанович Панишко. — Київ: Рад. школа, 1982. — 192 с. — 40 р.
- Панишко Ю. М., Васильчук А. Л., Джунь В. В., Бабляк С. Д. Довголіття та проблеми харчування // Здоровий спосіб життя: зб. наук. ст. / ред. Ю. М. Панишко. — Львів : Головне управління статистики Львівської області, 2007. — Вип. 27. — С. 45-49.
- Панишко Ю. М., Коссак Б. Й., Васильчук А. Л., Бабляк С. Д. Роль жирової тканини в розвитку патології ліпідного спектру крові (огляд літератури) // Здоровий спосіб життя: зб. наук. ст. / ред. Ю. М. Панишко. — Львів : Головне управління статистики Львівської області, 2007. — Вип. 31. — С. 26-32.
- Панишко Ю. М. Михайло Васильович Даниленко та його клінічне оточення (1964–1999) / Юрій Митрофанович Панишко. - Львів : Сполом, 2011. - 214 с. : фот.
- Панишко Ю. М. Гаврило Парфентійович Ковтунович – засновник Львівської онкологічної школи : монографія / Ю. М. Панишко ; упоряд. і ред. Ю. М. Панишко. - Львів : ПП Сорока Т. Б., 2017. - 207 с. : фот.
- Михайло-Петро Михайлович Лоба: перерваний політ / автор-упорядн. і ред. Ю.М. Панишко. – Львів: ПП Сорока Т.Б., 2018. – 112 с. – ISBN 978-617-7593-01-9
- Панишко Ю. М. Тетяна Володимирівна Мітіна - видатний український патофізіолог : монографія / Ю. М. Панишко ; за участю: В. М. Горицького, Н. І. Скороход ; ред. Ю. М. Панишко. - Львів : ПП Сорока Т. Б., 2020. - 218 с.
- Богдан Володимирович Качоровський – видатний український вчений / автор-упоряд., ред.: Ю. М. Панишко ; за участю А. Б. Новосад. – Львів : ПП Сорока Т. Б., 2021. – 191 с. : іл., табл., фот. – ISBN 978-617-7593-56-9